# Загадкове вбивство
«Загадкове вбивство» (англ. Murder Mystery) — американський детективний комедійний фільм 2019 року режисера Кайла Ньюачека. У головних ролях знялися Адам Сендлер та Дженніфер Еністон. Прем'єра фільму відбулася 14 червня 2019 року на сервісі «Netflix»

## Сюжет
Головні герої фільму нью-йоркський поліцейський Нік Шпіц та його дружина перукарка Одрі. На честь 15-го ювілею весілля подружжя забронювало тур по Європі. У літаку Одрі зустрічається з мільярдером Чарльзом Кавендішем, який запрошує подружжя приєднатися до вечірки на його сімейній яхті. Пара погоджується.
На борту яхти Нік та Одрі знайомляться з колишньою нареченою Кавендіша Сюзі, його двоюрідним братом Тобі, актрисою Грейс Баллард, полковником Уленгою, його охоронцем Сергієм, магараджем Вікрамом з Мумбая, гонщиком Хуан Карлосом Ріверою, а також господарем Малкольмом Квінсом, дядьком Кавендіша. Квінс повідомляє, що його нова дружина Сюзі буде єдиною, яка отримає його спадщину, вважаючи, що всіх інших цікавлять тільки його гроші. Перш ніж він підписує заповіт, світло гасне, а після відновлення електроенергії, всі бачать, що Квінс вбитий своїм кинджалом.
Пізніше тієї ночі гості знаходять мертвого Тобі, єдиного сина Квінса, з ознаками явного самогубства. Прибувши до Монте-Карло, гостей опитує інспектор Лоран Делакруа, який вважає, що Нік і Одрі винні у вбивствах. Тепер їм належить провести власне розслідування, щоб довести свою невинність…

## Актори
| Актор                   | Роль                      |
| ----------------------- | ------------------------- |
| Адам Сендлер            | Нік Шпіц                  |
| Дженніфер Еністон       | Одрі Шпіц                 |
| Люк Еванс               | Чарльз Кевендіш           |
| Джемма Артертон         | Ґрейс Беллард             |
| Дані Бун                | Лоран Делакруа            |
| Аділь Ахтар             | магараджа Вікрам Говіндан |
| Девід Волльямс          | Тобіас Квінс              |
| Теренс Стемп            | Малькольм Квінс           |
| Ерік Гріффін            | Джиммі                    |
| Джон Кані               | полковник Уленга          |
| Луїс Герардо Мендес     | Хуан Карлос Рівера        |
| Сіора Куцуна            | Сузі Накамура             |
| Оулавюр Даррі Оулафссон | Сергій                    |
| Суфі Бредшоу            | Голлі                     |
| Ніколь Рендолл Джонсон  | Марісоль                  |
| Елен Кардона            | іспанський диктор         |
| Саймон Сінн             | капітан Вонг              |
| Віктор Турпін           | Лоренцо                   |
| Джекі Сендлер           | стюардеса                 |
| Андреа Бендеволд        | клієнт № 2                |

## Український дубляж
- Катерина Сергеєва — Одрі Шпіц
- Андрій Твердак — Нік Шпіц
- Дмитро Гаврилов — Чарльз Кевендіш
- Світлана Шекера — Ґрейс Баллард
- Євген Пашин — Лоран Делакруа
- Дмитро Завадський — магараджа Вікрам Говіндан
- А також: Максим Кондратюк, Кирило Нікітенко, Андрій Соболєв, Роман Солошенко, Дмитро Вікулов, Юрій Висоцький, Антоніна Якушева, Дмитро Тварковський, Ксенія Лук'яненко, Оксана Гринько, В'ячеслав Дудко, Павло Голов, Катерина Башкіна-Зленко.

Фільм дубльовано студією «Postmodern» на замовлення компанії «Netflix» у 2021 році.
- Перекладач — Ірина Яценко
- Режисер дубляжу — Людмила Петриченко
- Звукорежисер — Андрій Желуденко
- Звукорежисер перезапису — Олександр Мостовенко
- Менеджер проєкту — Ольга Нагієвич